# Daiacchi

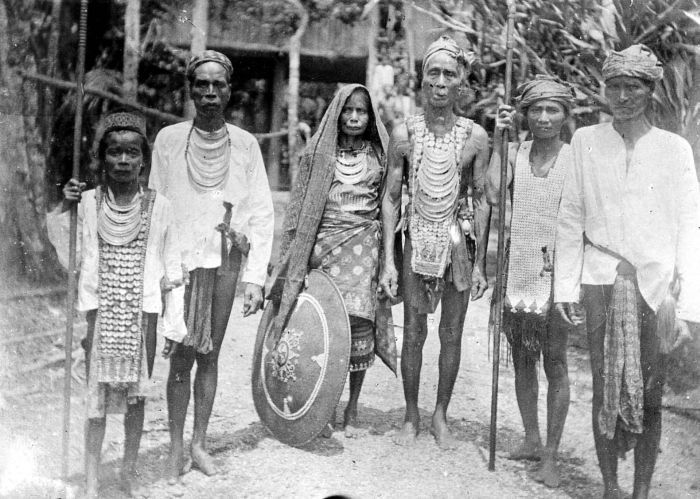
Un gruppo di Daiacchi

I Daiacchi o Daiachi (Dayak in lingua originale) sono una popolazione del Kalimantan e del Sarawak in Borneo. Ebbero un ruolo essenziale nella storia del Regno di Sambas.

## Storia
Questo popolo ha origini paleoindonesiane e parla lingue di origini asiatiche e oceaniane. Hanno una religione animistica o induista, vivono sovente in gruppi di palafitte e sono dediti alla caccia, alla pesca e all'agricoltura, praticate con attrezzi rudimentali. In alcuni casi estraggono in autonomia oro, antimonio, diamanti e altri minerali preziosi (ad esempio in Landak e Sarawak). Un tempo i Dayak erano feroci guerrieri e conservavano la testa dei nemici uccisi quale prova di forza (da qui il soprannome "tagliatori di teste"). Vivono in grandi case costruite su palafitte.

## Origine del nome
L'origine di questi popoli non è nota, ma sembra che fossero discesi da antiche tribù seminomadi provenienti persino dall’Indonesia. Alcune di esse erano già presenti in Sarawak e Kalimantan ma successivamente alcune popolazioni migrarono in zone più favorevoli. In particolare, prima dell'XI secolo d.C., molti di loro si insediarono sulla parte alta del fiume Sambas. Il nome Dayak significa infatti "coloro che vivono sulla parte alta / sulla costa". Successivamente, a partire dal XVII secolo, si è usato questo termine per distinguere i nativi che conservavano la fede indù o animista dai musulmani (i Malesi).

## In Kalimantan

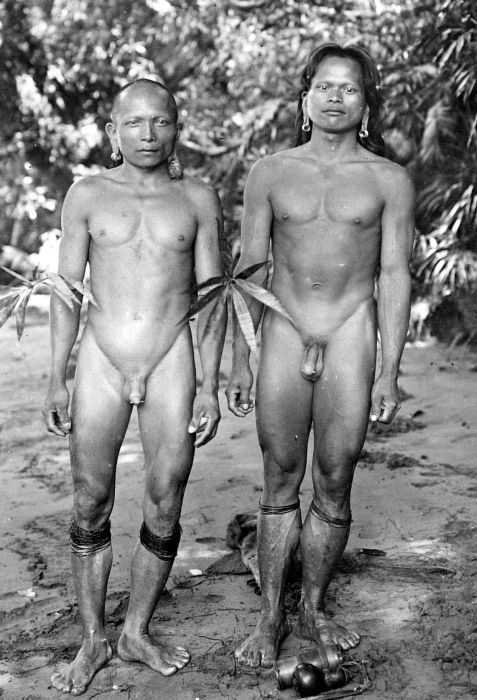
Daiaki completamente depilati e con il caratteristico piercing al pene denominato ampallang

Le tribù Dayak stabilite in Kalimantan si integrarono perfettamente con le popolazioni già presenti, anche grazie alla fede comune. Si formarono numerose comunità in diciotto stati entro il XIII secolo, legate dalla tradizione ma ognuna con le sue peculiarità. Esempi di tribù possono essere i Dayak Lara, i Dayak bakati Utara, i Dayak Mualang, ... ognuna retta da un capotribù locale. Salvo rarissime eccezioni, non veniva nominato un re. Tra le regioni di insediamento principali si possono citare Kutai, Sambas e la vastissima Dayak Besar, un territorio enorme ma poco popolato che vide la fortuna di questi popoli.

## In Sambas
Un caso davvero particolare in cui i Dayak emigrati costituirono una società insieme ai popoli originari (i Malesi) fu il Regno di Sambas. Essi formarono uno stato all’inizio piccolo ma successivamente espanso dove prima sorgeva il regno Wijayapura, tra il XIII e il XIV secolo, nominando un sovrano chiamato Nek. Era il cosiddetto “regno di Nek Riuh”. Si sa infatti che il re più importante, se non il fondatore, di questo regno, proveniva dai Dayak stessi e si chiamava Patih Riuh. Il regno apparentemente fu travolto da una massiccia emigrazione dei Dayak Mualang nel XIV secolo. Non si sa se la dinastia dei Nek sia continuata, ma nel XV secolo si sviluppò il “regno di Tan Unggal”, integrato con i Giavanesi e con altre tribù Dayak.
Secondo la tradizione il trono di Paloh fu acquisito da Raden Janur, forse un esponente della nobiltà Majapahit, nel 1364. Poiché egli non aveva figli, il trono passò al suo unico figlio adottivo, Raja Tan Unggal, proveniente dai popoli locali (Dayak o Malesi). Su di lui non si hanno molte notizie certe ma è ricordato come un sovrano crudele e malvagio (si veda la leggenda di Bujang Nadi e Dare Nandung). Nel XV secolo il popolo insorse e Tan Unggal morì in modo cruento. Da quel momento i Dayak nella regione del fiume Sambas rifiutarono di incoronare nuovi sovrani per oltre un secolo, e la memoria di Tan Unggal continuò a perseguitarli.
Successivamente, i Dayak e gli altri locali si integrarono con l'arrivo di oltre 500 nobili Majapahit di Giava nel 1530, anche perché questi non avevano un re. Alla fine del secolo le tribù Dayak, Malesi e tutti gli altri popoli vennero unificati in un unico regno, sotto un sovrano chiamato Ratu. Il nome del primo Ratu è ignoto, ma si sa che nel XVII il trono fu assunto dal suo discendente, Ratu Timbang Paseban. Fu lui a spostare la maggior parte della popolazione sulle fertili rive del fiume Sambas, in una zona più sicura, inclusi molti Dayak. Alcune fonti dicono poi che l'unione ufficiale tra le tribù sotto l'autorità del Ratu avvenne già dal 1605 con il padre di Timbang Paseban, Saboa Tangan Pengiran Adypati.
Con il successore e fratello di Ratu Timbang Paseban, Sapudak, Sambas si unì al sultanato di Sarawak di Tengah, e si espanse in Dayak Besar. Questo fece sì che molti altri popoli Dayak furono inclusi nel nuovo impero. Tuttavia, la propagazione della fede islamica da parte di Tengah si fece sentire, soprattutto dopo la morte di Ratu Sapudak. Alla fine anche la nobiltà di Sambas, restia al cambiamento di fede, si convertì, e la popolazione si divise: da un lato i Dayak che conservavano l'antica fede animista o indù (ed eventualmente il buddhismo) dall'altro i Malesi di fede islamica.
Con Muhammad Saifuddin I nacque nel 1671 il sultanato di Sambas, che si espanse in Borneo e Indonesia fino a costituire il più vasto impero mai visto in quei territori. Molte altre tribù Dayak vennero incluse e la loro fede rimase, ma il sultanato ufficializzò la fede islamica a discapito dei nativi. Anzi, di frequente i popoli locali persero la possibilità di estrarre in autonomia i minerali (oro, antimonio, diamanti, argento, ...) e vennero sfruttati nelle miniere di proprietà della famiglia reale di Sambas o dei loro conoscenti. La situazione peggiorò con i contratti con gli Olandesi, da VOC 1609 al protettorato del 1812.
Alcuni discendenti dei Dayak vivono in villaggi nella reggenza di Sambas (la regione originaria privata di tutte le sue conquiste dopo la caduta del sultanato nel 1956).

## In Sarawak
I Dayak erano storicamente presenti in Sarawak sia sotto il governo del Brunei (sempre eccetto nel 1619-41) che sotto quello di Sambas con Sultan Tengah e Ratu Sapudak. Si sostentavano estraendo in autonomia l'antimonio dalle miniere in cambio di tributi, come facevano molte tribù Dayak di Sambas, oltre ad attività essenziali (caccia e pesca).
Durante il regno di Raja Pengiran Indera Mahkota Shahbandar Mohammed Salleh, però, i Dayak furono duramente saccheggiati e depredati, a tal punto che il loro signore "li aveva derubati fino all'ultima pentola dell'acqua". Impiegati come schiavi nelle miniere di antimonio, finirono per unirsi alla ribellione dei Malesi di Datu Patinggi Ali del 1835-41. Apparentemente Raja Mahkota, che fin dalla fondazione di Kuching si era impossessato di molte miniere nel 1824-30, oppure le aveva concesse ad amici a prezzo di favore, era coinvolto nella ribellione. Infatti nelle sue lettere a Saifuddin II spingeva per un intervento del sultano di Sambas (interessato all'antimonio in quanto già possessore di enormi giacimenti) o delle armate olandesi.
Fallita la rivolta, la posizione sociale dei Dayak cambiò molto nella storia successiva. Lord James Brooke, Rajah di Sarawak e governatore di Labuan, massimo rappresentante della Gran Bretagna in Borneo, fu il primo ad incorporarli nell'esercito vista la loro abilità e conoscenza del territorio. Molti Daiacchi andarono a costituire il gruppo scelto dei Ranger di Sarawak dal 1862. La loro integrazione nel regno fu ottima e rapida, ma non mancarono le rivolte, come il fallito colpo di Stato del 1852, e i contrasti con la minoranza cinese.